# Кенан Рагиповић
Кенан Рагиповић (Нови Пазар, 1982) српски је фудбалер, који тренутно наступа за Тутин.

## Трофеји и награде
Нови Пазар
- Српска лига Морава: 2002/03.[9]